# Triaspis facialis
Triaspis facialis är en stekelart som först beskrevs av Julius Theodor Christian Ratzeburg 1852.  Triaspis facialis ingår i släktet Triaspis och familjen bracksteklar. Inga underarter finns listade i Catalogue of Life.